# Хайыраканский сумон (Улуг-Хемский кожуун)
Хайыраканский сумон — административно-территориальная единица (сумон) и муниципальное образование со статусом сельского поселения в Улуг-Хемском кожууне Тывы Российской Федерации.
Административный центр и единственный населённый пункт сумона — село Хайыракан.

## Население
| 2017 | 2018  |
| ---- | ----- |
| 1753 | ↗1755 |